# Комеццано-Чиццаго
Комеццано-Чиццаго (итал. Comezzano-Cizzago, ломб. Comezà-Sizàc) — коммуна в Италии, в провинции Брешиа области Ломбардия.
Население составляет 2705 человек, плотность населения составляет 180 чел./км². Занимает площадь 15 км². Почтовый индекс — 25030. Телефонный код — 030.

Покровителями коммуны почитаются святой Георгий (Чиццаго), а также святые Фаустин и Иовита (Комеццано), празднование 15 февраля.